# Željko Jozić
Željko Jozić (Vinkovci, 21. svibnja 1970.), hrvatski jezikoslovac.

## Životopis
Željko Jozić odrastao je i osnovno obrazovanje stekao u Županji. Klasičnu gimnaziju završio je u Zagrebu i Đakovu, a studij jugoslavistike na osječkom Pedagoškom fakultetu (danas Filozofski fakultet) upisao je 1990. godine. Od 1991. godine prelazi u Zagreb, gdje na Filozofskom fakultetu nastavlja studij kroatistike. Studij latinskog jezika upisao je 1992. godine. Od 1993. godine radi kao honorarni suradnik na Hrvatskoj televiziji u Službi za jezik i govor sve do 2003. godine, i to ponajprije kao lektor i jezični savjetnik, ali i kao novinar za potrebe jezičnih emisija. Kao lektor radio je i u Jutarnjemu listu. Godine 1996. diplomirao je s temom o jeziku proznih djela Ivana Kozarca (povjerenstvo: prof. dr. Marko Samardžija, mentor, prof. dr. Josip Silić, prof. dr. Ivo Pranjković). U svibnju 1997. upisuje poslijediplomski studij opće lingvistike na Filozofskom fakultetu u Zagrebu.
Od 1997. godine zaposlen je u Institutu za hrvatski jezik i jezikoslovlje kao znanstveni novak na projektu Hrvatski dijalektološki atlas. Godine 2001. magistrirao je s temom Fonologija govorâ brodskoga Posavlja (povjerenstvo: dr. sc. Mira Menac-Mihalić, mentorica, dr. sc. Vida Barac-Grum, dr. sc. Mijo Lončarić).
Godine 2005. obranio je doktorsku disertaciju Morfološko-naglasna poredbena analiza ikavskojekavskih štokavskih govora oko Županje i Orašja (povjerenstvo: akademik Milan Moguš, predsjednik, dr. sc. Mira Menac-Mihalić, mentorica, prof. dr. Ljiljana Kolenić). Bio je suradnik na regionalnom međujadranskom projektu Interadria, Interreg IIA – Transfrontaliero Adriatico: Digitalizacija rukopisnoga rječnika Ivana Tanzlinghera Zanottija, što je rezultiralo mrežnim izdanjem navedenoga rječnika. Zajedno s ostalim suradnicima iz Hrvatske i Italije u nepune tri godine digitalizirao je Vocabolario di tre nobilissimi linguaggi italiano, illirico, e latino koji obaseže 1316 stranica rukom pisanoga teksta velikoga formata.
Od 2007. godine voditelj je znanstvenoga projekta Digitalna obradba hrvatske narječne građe, a od 2009. voditelj je Odjela za dijalektologiju Instituta za hrvatski jezik i jezikoslovlje. Od iste godine predsjednik je Etičkoga povjerenstva Instituta za hrvatski jezik i jezikoslovlje (do 2012. godine), kojemu je član od 2006. godine. Od 2004. godine član Odbora za dijalektologiju Razreda za filološke znanosti HAZU-a, a od 2009. član hrvatskog odbora Europskoga lingvističkog atlasa (ALE).
Godine 2009. postaje suradnikom te koordinatorom za područje Republike Hrvatske na projektu Finske akademije Updating the Sociology of Language in the Balkans, voditelja prof. dr. Jouka Lindstedta, Sveučilište u Helsinkiju, a od 2010. do 2012. godine poslijedoktorski je istraživač na istome projektu. Kao član projektnog tima osmislio je sociolingvističko istraživanje jezičnoga stanja u Bosni i Hercegovini koje je samostalno organizirao i proveo u razdoblju 2010. – 2011. obišavši šest sveučilišnih centara u BiH (Bihać, Banja Luka, Tuzla, Sarajevo, Mostar – oba sveučilišta). Na Helsinškom sveučilištu, Odsjeku za suvremene jezike, studij West and South Slavonic Languages and Cultures, u ljetnom semestru akademske godine 2010./2011. držao je kolegij na dodiplomskom studiju New Methods and Principles in Dialectology. U ljetnom semestru akademske godine 2011./2012. držao je kolegij Uvod u dijalektologiju srednjojužnoslavenskih jezika, također na dodiplomskome studiju West and South Slavonic Languages and Cultures.
Od 2003. do 2006. sudjelovao u radu Povjerenstva za odobravanje udžbenika hrvatskoga jezika pri Ministarstvu znanosti, obrazovanja i športa, a pri istom ministarstvu od ožujka 2010. do ožujka 2012. bio je član Stručnoga povjerenstva za znanstveno izdavaštvo. U razdoblju od 2005. do 2007. recenzent je nekoliko osnovnoškolskih udžbenika hrvatskoga jezika za Školsku knjigu. Bio je jezični savjetnik i lektor medijskih ili izdavačkih kuća i ustanova: Hrvatska radiotelevizija, EPH, CARNet, Ministarstvo znanosti obrazovanja i športa, Masmedia, Continuum, Millenium promocija, Nova arka, Disput i brojnih drugih.
Od 2011. godine član je Izvršnog uredništva, a izvršni je urednik Rasprava Instituta za hrvatski jezik i jezikoslovlje za broj 37. (sv. 1 i 2). Od 2012. godine glavni je urednik Rasprava: Časopisa Instituta za hrvatski jezik i jezikoslovlje.
Od 15. svibnja 2012. godine te od 2016. godine do danas ravnatelj je Instituta za hrvatski jezik i jezikoslovlje. 
U lipnju 2012. godine pokrenuo je izradbu Hrvatskoga pravopisa Instituta za hrvatski jezik i jezikoslovlje. Kao autori izabrani su institutski znanstvenici, a radna inačica postavljena je na mrežne stranice Instituta uz poziv na javnu raspravu koja je trajala od 15. travnja do 15. svibnja. Konačna inačica predstavljena je javnosti 27. lipnja 2013. godine i od toga je dana trajno javno dostupna na mrežnoj adresi pravopis.hr.
Od 2013. godine predavač je grupe kolegija hrvatskoga jezika na prvoj Visokoj školi za komunikacijski menadžment Edward Bernays u Zagrebu.
Od 2013. godine član je Upravnoga vijeća Nacionalnoga centra za vanjsko vrednovanje obrazovanja.
Od 2013. do 2015. godine bio je član Stalnoga odbora za humanističke znanosti Hrvatske zaklade za znanost.
Od 2014. godine pokrenuo je posebnu manifestaciju Mjesec hrvatskoga jezika kao ravnatelj Instituta za hrvatski jezik i jezikoslovlje, a idejni je začetnik te glavni i odgovorni urednik časopisa Hrvatski jezik, znanstveno-popularnoga časopisa o hrvatskome jeziku. 
U lipnju 2014. godine nakon provedenoga postupka izbora imenovan je docentom južnoslavenskih jezika Sveučilišta u Helsinkiju.
Zajedno sa svim suautorima kao idejni začetnik i glavni urednik Hrvatskoga pravopisa dobitnik je najvišeg državnog priznanja u području odgoja i obrazovanja Nagrade Ivan Filipović za znanstveni i stručni rad za 2013. godinu.
Idejni je začetnik i urednik portala Bolje je hrvatski! na mrežnoj adresi bolje.hr (pokrenut 17. ožujka 2015.), na kojoj su ponuđene hrvatske zamjene za neke anglizme koji su se proširili hrvatskim medijskim prostorom, a prema mišljenju mnogih nagrđuju hrvatski jezik.

## Djela
- Prinosi hrvatskoj dijalektologiji (u suautorstvu), Split − Zagreb, 2010.
- Hrvatski pravopis, mrežno izdanje (u suautorstvu) − Zagreb, 2013.
- Hrvatski pravopis (u suautorstvu), Zagreb, 2013.
- Rječnik kajkavske donjosutlanske ikavice (u suautorstvu), Zagreb, 2015.
- Prvi školski pravopis hrvatskoga jezika (u suautorstvu), Zagreb, 2016.
- 555 jezičnih savjeta (u suautorstvu), Zagreb, 2016.
- Libro od svetoga Vlaha (u suautorstvu), Zagreb, 2016.
- Bibliografija na Hrvatskoj znanstvenoj bibliografiji

## Vanjske poveznice
- Naš cilj je jedinstveni pravopis, portal www.hkv.hr, 9. srpnja 2012.
- Pravopisni rašomon uskoro prošlost: Institut za hrvatski jezik i jezikoslovlje pušta novi pravopis u javnu raspravu, Novi list, 13. travnja 2013.  Arhivirana inačica izvorne stranice od 7. lipnja 2013. (Wayback Machine)
- 'Pravopis pomirbe ideja je Instituta za jezik i jezikoslovlje, a ministar Jovanović ju je podržao', portal www.dnevno.hr, 18. travnja 2013.
- 'U HAZU-u su pobijedili hrvatska zadrtost i jal',  Jutarnji list, 26. travnja 2013.  Arhivirana inačica izvorne stranice od 14. svibnja 2013. (Wayback Machine)
- Želimo pomirbu svih jezikoslovaca i red u pravopisu, Večernji list, 26. travnja 2013.

## Sestrinski projekti
|  | Zajednički poslužitelj ima još gradiva o temi Željko Jozić |

### Mrežna sjedišta
- www.tkojetko.irb.hr; Željko Jozić  Arhivirana inačica izvorne stranice od 4. ožujka 2016. (Wayback Machine)